# Prähistorischer Schamanismus

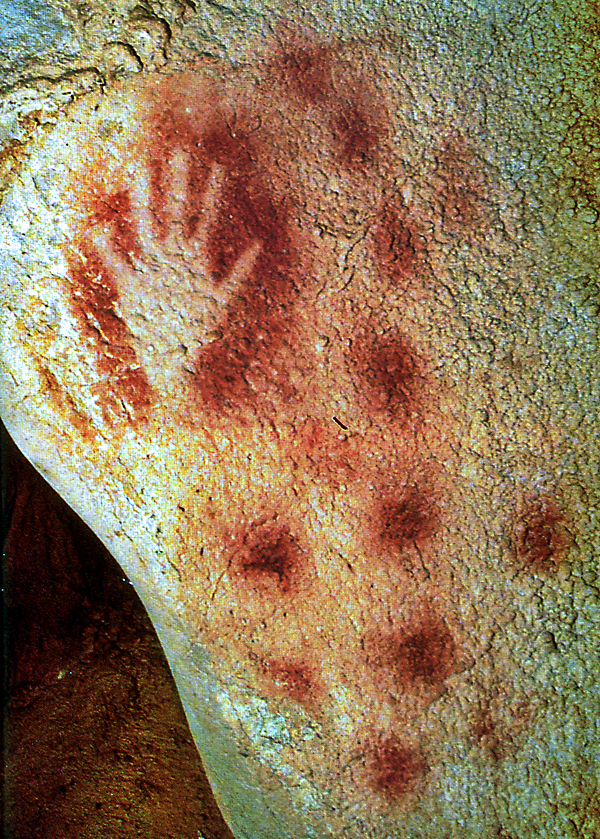
Handnegativ aus der frankokantabrischen Höhle von Pech Merle, Frankreich

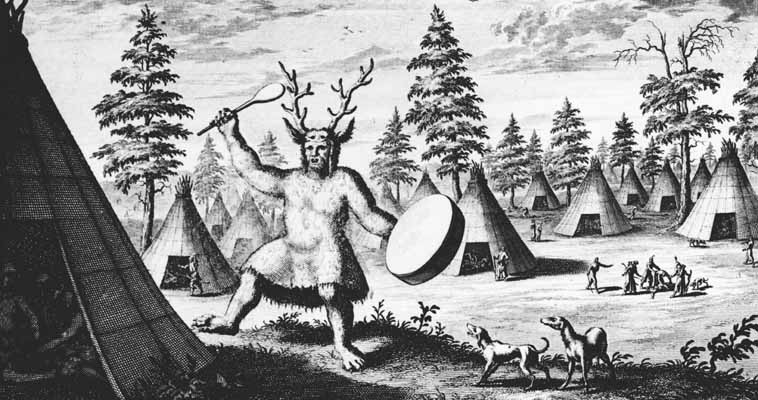
Darstellung eines sibirischen Schamanen (spätes 17. Jahrhundert)

Prähistorischer Schamanismus ist eine Bezeichnung für eine wissenschaftliche These, die als prehistoric shamanism in englischsprachiger Literatur verwendet wird, wenn aufgrund archäologischer Artefakte, die an rezente Phänomene schamanischer Praktiken erinnern, ein Zusammenhang mit einem bestimmten Schamanismus-Konzept postuliert wird. Schamanismus subsumiert diverse Phänomene „zwischen Religion und Heilritual“, die bei den als Schamanen bezeichneten spirituellen Spezialisten traditioneller Gesellschaften beobachtet werden. In deutschsprachiger Literatur ist die Bezeichnung ungebräuchlich.
Die Hauptindizien für schamanistische Phänomene im Paläolithikum sind Bestattungen, Fels- und Höhlenbilder, Idole sowie bestimmte Besonderheiten der Werkzeuginventare – wie etwa Geräte, die wegen ihrer Größe, Form, Zerbrechlichkeit und feinen Bearbeitung sicherlich nicht für den praktischen Einsatz gedacht waren, sondern vermutlich rituelle Bedeutung gehabt haben dürften. Auch für einen Schamanismus im Neolithikum existieren entsprechende Artefakte.
Als man im sogenannten „klassisch sibirischen Schamanismus“ drei Jahrtausende alte Felsbilder mit anthropomorphen Darstellungen entdeckte, die eine Art Geweihkrone tragen (wie es sie dort bis heute gibt), gingen russische Forscher davon aus, dass es bei diesen bis vor kurzem noch „ursprünglich“ lebenden Kulturen seit der Jungsteinzeit kontinuierlich Schamanen gegeben haben muss. Allerdings erklärten andere Forscher diese Darstellungen für jünger und verwiesen auf den potentiellen Einfluss des Buddhismus. Es gibt jedoch weitere Felsbildzonen der Erde – etwa der Aborigines Australiens, der San Südafrikas der kalifornischen Indianer sowie den Skythen zugeordnete archäologische Funde – die von einigen Forschern in Zusammenhang mit einem prähistorischen Schamanismus gesehen werden.
Die Begriffe Paläolithikum und Neolithikum werden in diesem Zusammenhang mit heute noch vorherrschenden traditionellen Wirtschaftsformen – also Jagen und Sammeln beziehungsweise Feldbau – in Verbindung gebracht. Einige Gruppen der Pygmäen, Damara und San, vereinzelte Völker Süd- und Südostasiens sowie Neuguineas und manche isolierte Völker Amazoniens leben bis in unsere Tage als Jäger und Sammler; und nicht-industrialisierter Pflanz- und Gartenbau sind immer noch weltweit – vor allem in den sogenannten Entwicklungsländern – stark verbreitet.
Wenngleich viele Fundstücke offensichtlich an schamanische Rituale erinnern, sind prinzipiell auch ganz andere Interpretationen möglich. Dass der Frühmensch religiöse Vorstellungen künstlerisch ausgedrückt hat, ist unbestritten, worum es sich dabei jedoch jeweils genau handelt, wird aufgrund der fragmentarischen Fundlage und fehlender Kontext-Informationen immer rätselhaft bleiben. Selbst die jüngsten, viel beachteten und gewürdigten Schlussfolgerungen des südafrikanischen Archäologen David Lewis-Williams und des französischen Archäologen Jean Clottes bleiben in vielerlei Hinsicht spekulativ und unbeweisbar.

## Zeitliche Abgrenzungen
| Erdgeschichte | Erdgeschichte              | Menschheitsgeschichte      | Menschheitsgeschichte                                                                                                   | Menschheitsgeschichte                                                                                                   |
| ------------- | -------------------------- | -------------------------- | --- | --- |
| Holozän       | (12–0)                     | Later Stone Age (50–0)     | Chalkolithikum (5200–4500 v. Chr.), Neolithikum (6000–4000 v. Chr.), Mesolithikum (8500–6000 v. Chr.), Epipaläolithikum | Chalkolithikum (5200–4500 v. Chr.), Neolithikum (6000–4000 v. Chr.), Mesolithikum (8500–6000 v. Chr.), Epipaläolithikum |
| Pleistozän    | Jungpleistozän (126–12)    | Later Stone Age (50–0)     | Altsteinzeit (2600–12)                                                                                                  | Altsteinzeit (2600–12)                                                                                                  |
| Pleistozän    | Jungpleistozän (126–12)    | Middle Stone Age (130–50)  | | Jungpaläolithikum (40–12) Mittelpaläolithikum (300/200–40)                                                              |
| Pleistozän    | Mittelpleistozän (781–126) | Early Stone Age (2600–130) | | Jungpaläolithikum (40–12) Mittelpaläolithikum (300/200–40)                                                              |
| Pleistozän    | Altpleistozän (1806–781)   | Early Stone Age (2600–130) | Altpaläolithikum (2600–300/200)                                                                                         | |
| Pleistozän    | Gelasium (2588–1806)       | Early Stone Age (2600–130) | Altpaläolithikum (2600–300/200)                                                                                         | |

## Paläolithikum
Ein inzwischen modifiziertes Geschichts- bzw. Zeitmodell des 19. Jahrhunderts, nachdem zeitgenössische „primitive“ Kulturen mit prähistorischen, etwa steinzeitlichen Kulturen gleichzusetzen seien, führte zu der zunächst undifferenzierten Vermutung, schamanische Praktiken seien bereits in frühester Vergangenheit in ähnlichen oder gar identischen Formen verbreitet gewesen, wie man sie heute noch beobachten kann. Inzwischen sieht man diese kulturhistorische Situation aber nicht mehr als direkt übertragbar oder gar identisch an. Es gilt lediglich als wahrscheinlich, dass bereits in der Vorgeschichte religiöse Phänomene existierten, die als Ursprung heutiger ethnischer Religionen betrachtet werden können, deren Entwicklungen jedoch durch zahlreiche Übertragungsphänomene und Synkretismen aus anderen Religionen beeinflusst wurden. Archäologische Funde können dies bestenfalls plausibel machen; beweisbar ist diese These letztendlich nicht.
Neuere Forschungen gehen jedoch davon aus, dass die mit Bildern geschmückten Orte des Jungpaläolithikums Kultorte der Gemeinschaft waren, die oft über Jahrtausende genutzt wurden – als Opferorte teils bis in die jüngste Vergangenheit. Dies gilt vor allem für den Bereich der animistischen Religionen Sibiriens, die auch als „klassischer Schamanismus“ bezeichnet werden. Grundlage ist dabei die Feststellung André Leroi-Gourhans zur (vor allem) paläolithischen Kunst und ihrer Bedeutung: „Wir können, ohne das Material zu überfordern, die Gesamtheit der figurativen Kunst des Paläolithikums als Ausdruck von Vorstellungen über die natürliche und übernatürliche Ordnung (die im steinzeitlichen Denken nur eine Einheit bilden konnte) der lebendigen Welt auffassen.“ Allerdings lehnt er die Bezeichnungen Schamanismus und Totemismus für die prähistorischen Religionen ab. Er spricht dabei von der „ethnologisch motivierten Überinterpretation“ relativ weniger aussagefähiger archäologischer Funde. Seine (ebenfalls hypothetische) Annahme beruht stattdessen auf einem hochkomplexen mythologischen System vorwiegend sexuell betonter Antagonismen mit komplementärem Charakter. Desgleichen bezweifelt Müller die Aussagekraft der süd-, südwest- und nordafrikanischen Felsbilder für die Bedeutung Schamanen und Schamanismus. Jean Clottes wiederum plädiert hingegen für die Interpretation eines prähistorischen Schamanismus. Andererseits weist David Lewis-Williams – wie oben bereits dargestellt – in seiner ausführlichen Untersuchung „The Mind in the Cave“ (2002) mit zahlreichen Einzelbeispielen auf eine enge inhaltliche Analogie zwischen jungpaläolithischen Darstellungen vor allem der frankokantabrischen Höhlenkunst und rezenten Felsbildern von Jäger-Sammler-Ethnien hin, die er auf ähnliche geistige und ökonomisch-soziale Voraussetzungen dieser Lebensweise zurückführt. Er postuliert dabei einen vergleichbaren „Zustand des Bewusstseins“ (siehe auch: Kognitive Archäologie heute). In einigen der dargestellten Motive wie Nasenbluten, klatschende Personen oder Tier-Mensch-Mischwesen sieht er typische Merkmale von Trancezuständen. Kritiker bezweifeln jedoch, dass diese Erklärung auf alle Felsbilder anwendbar ist. Auch der Gebrauch von Halluzinogenen hat besonders bei den sibirischen Schamanen eine lange Tradition und wird sogar bereits für das Jungpaläolithikum für möglich gehalten. Lewis-Williams stellt überdies fest, dass auch die Menschen des Jungpaläolithikums veränderte Bewusstseinszustände gekannt haben müssen (auf welche Weise auch immer diese herbeigeführt wurden), denn er schreibt: „Hunter-gatherer shamanism is fundamentally posited on a range of institutionalized altered states of consciousness.“ Michel Lorblanchet wiederum weist darauf hin, dass das bei Felsbildern häufig eingesetzte Manganoxid, wenn es wie noch bei den Aborigines als Farbschlamm in den Mund genommen und auf die Felswand geblasen wird, eine halluzinogene Wirkung auslöst.

### Mögliche metaphysische Grundvorstellungen eines paläolithischen Schamanismus

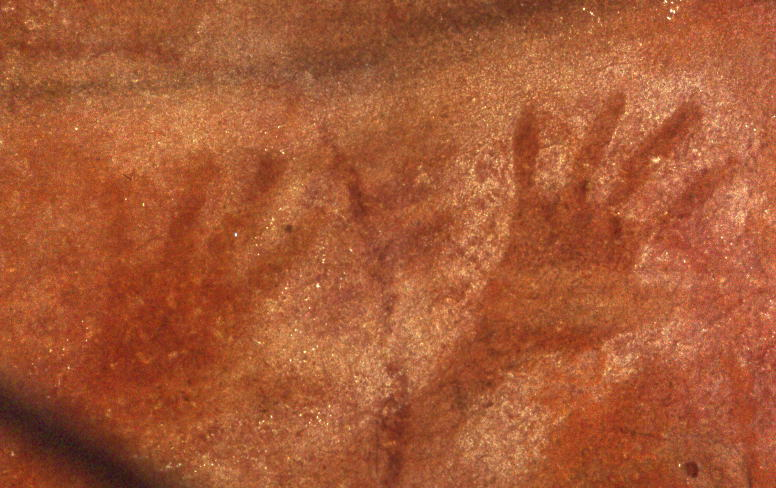
Handpositiv der Aborigines in den Blue Mountains (Australien)

- Animismus: Die Höhlen- und Felskunst repräsentiert nach Ansicht mehrerer Autoren vor allem Mythogramme (so André Leroi-Gourhan und Mircea Eliade), die bestimmte mythische Vorstellungen wiedergeben.[24] Mindestens die europäische Höhlenkunst etwa des frankokantabrischen Bereichs war mit relativer Sicherheit Bestandteil von Kultorten. Verschiedene Indizien deuten darauf hin, etwa die Lage in dunklen, schwer zugänglichen Höhlenbereichen, die nie bewohnt waren, die lange Benutzung, das mitunter mehrfach übermalte Bildprogramm und ihre Deutung als Jagdmagie und Initiationsraum, die sich etwa aus der Darstellung von mit Pfeilen und Speeren gespickten oder mit Einschusslöchern versehenen Jagdtieren ergibt, deren Symbolismus als Bild-Tier-Übertragungsmechanismus gedeutet wird.
- Jagdmagie: Dieser Gedanke wurde seinerzeit von Henri Breuil in die Diskussion eingeführt und später von anderen Forschern teils modifiziert übernommen.[25] Da zahlreiche Tierbilder aber auch Anzeichen von Pfeileinschüssen und Speertreffern zeigen oder häufig sogar damit oder als totes Tiere dargestellt sind und mit Markierungen für die tödlichste Trefferstelle[26] (z. B. der Bison in der Höhle von Niaux[27]), werden sie mitunter auch als „Lehrmittel“ gewertet und weniger als symbolische Ziele für eine spätere Jagd.[25] In diesem Zusammenhang hat Breuil auch über einen potentiellen Fruchtbarkeitszauber spekuliert. Hultkrantz stellt allerdings fest: „Schamanismus und alle Formen der Jagdmagie bildeten sich als beinahe unumgängliche Entwicklungen heraus. Nicht im Sinne eines kulturellen Determinismus, sondern als Evolution aus bestimmten Bedingungen, die letztendlich nur eine begrenzte Zahl an Möglichkeiten zulassen. Schamanismus und Jagdmagie stellten nach seiner Ansicht einen natürlichen – nicht den einzigen – Schritt in einer Welt dar, in der die Nahrungsmittelvorkommen einer der Hauptfaktoren der natürlichen Selektion waren und sind.“[28]
- Sexualität: Hultkrantz: „Eines der hervortretenden Charakteristika der Jagdmagie hat mit Sexualität und sexuellem Verhalten zu tun. Die Jagd weist oft Züge einer Beziehung mit sexuellen Untertönen zwischen dem Jäger und dem Tier auf. Im Kontext der Jagd soll die ›Männlichkeit‹ des Jägers die Oberhand über seine ›weibliche‹ Beute gewinnen. Manchmal wird die Jagd auch als Regulativ für den formalisierten Austausch von Nahrung gegen Sex in der Gesellschaft betrachtet“[29] Ithyphallische Darstellungen wie die in der Höhle von Lascaux deuten in dieselbe Richtung (s. u.). Auch die Initiation gehört ja zumindest teilweise und zwar ebenfalls bis heute, wie zahlreiche religiöse Initiationsriten der Moderne zeigen, in diesen letztlich sexuell bestimmten Bereich. Im Neolithikum bekam dieser Faktor dann vermutlich zusätzlich eine neue Bedeutung, indem er mit dem zyklischen Werden und Vergehen, also mit der mütterlichen Qualität der Fruchtbarkeit des Bodens in Verbindung gebracht wurde, somit aber auch mit der unterirdischen Welt, dem Tod. Adolf Ellegard Jensens Konzept der Dema-Gottheit schöpft direkt aus diesem Zusammenhang.[30]
- Initiation: Eine vor allem von André Leroi-Gourhan betonte, heute favorisierte Möglichkeit, die die Höhlenkunst als Widerschein der paläolithischen Gesellschaft sieht. In den Höhlen symbolisierte das durch nur von Fackeln erhellte mystische Dunkel der Bildsequenzen die Grenzen, die die Höhlenwände in der Vorstellung der Menschen jener Zeit zwischen dem Diesseits und Jenseits gezogen haben müssen.[31]
- Totemismus: Émile Durkheim suchte darin den Ursprung der Religionen.[32] Vor allem Bären scheinen im Jungpaläolithikum eine totemistische Rolle gespielt zu haben, wie etwa die Fundsituation in der Grotte Chauvet und in anderen Höhlen nahelegt[33] oder die Bärenplastik von Montespan.[34] Aber auch Cerviden sind häufig, und noch die Geweihkronen rezenter sibirischer Schamanen weisen in diese Richtung.[35]
- Metaphysische Symbolik: Die weltweit in Höhlen zahlreich nachweisbaren seltenen positiven und sehr zahlreichen negativen Handabdrücke[36] sind nach Lewis-Williams als engstmögliche Kontaktaufnahme mit der Geisterwelt hinter den Höhlenwänden zu werten und damit wohl auch als einer der ältesten Nachweise für eine archetypische religiöse Metaphorik. Sie entstanden entweder durch Auftragen von Farbe auf die Handfläche, wobei er die Höhlenwand als diesseitig-jenseitige Membran verstanden; oder durch Blasen von Farbstaub auf die eng an die Felswand gepresste Hand, nach seiner Interpretation durch den Atem als wahrnehmbarste Essenz des Menschen, der sich dadurch in den Fels und seine Darstellungen hineinprojizierte und derart mit seinem jenseitigen Substrat eins wurde.[37] Sie gehören damit zu den ersten eindeutigen Zeichen des zum Homo religiosus sich wandelnden Homo symbolicus,[38] eine Entwicklung, die mit der Erfahrung des Heiligen das noch heute bestehende geistige Stadium des Homo sapiens sapiens markiert,[39] zumal alle Datierungen solcher Handnegative sie in die früheste Periode der frankokantabrischen Felsbilder verweisen und diese Darstellungen von späteren Bewohnern der Höhlen bereits ganz offensichtlich nicht mehr verstanden wurden, da sie sie als offenbar gefährlich empfundenen Zauber zerstörten oder übermalten.[40]

### Indizienlage
Es geht hier ausschließlich um das Jungpaläolithikum (engl. „Upper Paleolithic“), denn die Belege aus der Zeit vor 30.000 BP sind zu schwach, um einer kritischen Prüfung standzuhalten, Für das Jungpaläolithikum mit dem Auftreten des voll entwickelten Homo sapiens sapiens, der ja gerade durch die nun spektakulär sich entwickelnde religiöse Kunst definiert wird, gilt dies aber nicht, denn die Belege sind hier zahlreich und die Interpretationsspielräume zwar existent, aber relativ klein und abgesehen von zeithistorischen Tendenzen der Wissenschaft aussagefähig. Andere Autoren wie etwa Jean Clottes sehen jedenfalls in den jungpaläolithischen Funden einen starken Hinweis auf einen damals existenten Schamanismus. Es seien hier allerdings die wichtigsten Problemfelder und Einwände kurz aufgeführt:
1. Viele Tier-Mensch-Mischwesen-Darstellungen etwa der Frankokantabrischen Höhlenkunst werden als Schamanen gedeutet und die abgebildeten Tiere als Darstellung der transzendenten Sphäre. Das kann durchaus auf innerhalb der tierbezogenen Wirklichkeit des Paläolithikers auf Ansätze schamanischen Gedankengutes deuten. Das ist jedoch nicht zwingend.
2. Ähnliches gilt auch für Tierdarstellungen mit einer zweiten Kontur des Kopfes, wobei in jeweils einer Kontur nur ein Auge dargestellt ist, was als Hinweis auf eine Seele oder eine Alter-Ego-Existenz gedeutet wird, ohne allerdings die Interpretation über ein magisches Szenario hinaus zuzulassen.
3. Die theriomorphen Wesen der jungpaläolithischen Kunst, die als Schamanen gedeutet werden, können auch ganz anders gedeutet werden, nämlich als mythische Heroen, Ahnen oder Führer der Tier- und Menschenwelt, etwa als Herr der Tiere. Sie in Bilder zu bannen könnte zu magischen Ritualen und damit verbundenen subsistenziellen Erwartungen einer Religionsform gehört haben, etwa im Sinne einer Jagdmagie.
4. Manche Autoren (z. B. Reichholf[45]) leiten die Tier-Menschen-Doppelwesen der Höhlenmalereien von der Tarnung der Jäger durch Tierfelle ab, wobei dies die ursprüngliche Funktion gewesen sei und die Verkleidung erst später rituell von den Schamanen genutzt worden sei, nachdem sie sich bei der Jagd bewährt habe.
5. Erotisch interpretierte Zeichen und Darstellungen können ähnlich als Fruchtbarkeitszauber gedeutet werden, wie er ohne schamanische Hintergründe bis heute in zahlreichen ethnischen Religionen vorkommt.
6. Auch vorwiegend didaktische Deutungen sind denkbar. Die zahlreichen Pfeile, die in Höhlenbildern die lebenswichtigen Partien der Beutetiere markieren, weisen in diese Richtung, vielleicht in Verbindung mit Jagdmagie.

#### Fels- und Höhlenbilder
Sie sind die wohl wichtigste Quelle der Deutung „Schamanismus“ und geben am besten Auskunft über die möglichen religiösen Vorstellungen jener Menschen, die ja bereits dem modernen Typus des Homo sapiens sapiens zuzurechnen sind (in Europa Cro-Magnon-Mensch und der Mensch von Combe Capelle). Es gibt sie praktisch weltweit, allein in Europa sind etwa 300 Fundorte bekannt, die ältesten etwa ab 30.000 BP (Grotte Chauvet), die jüngsten bis heute (u. a. Aborigines und San). Von besonderem Interesse sind dabei die Darstellungen von Mischwesen oder Menschen mit Masken sowie Masken alleine, die von verschiedenen Autoren als Indizien für einen damals bestehenden Schamanismus gewertet werden. Auch Handabdrücke und Idole sind in diesem Zusammenhang von Bedeutung sowie die mögliche Darstellung von Totemtieren und Tieren mit Pfeilspuren, z. B. in Les Trois Frères. Die Tatsache, dass viele dieser Bilder sich tief in dunklen Höhlen befinden (nur die vorderen Teile am Eingang waren bewohnt), Bereiche, die überdies oft nur sehr schwer erreichbar waren und mitunter bis zu zwei Kilometer vom Eingang entfernt lagen, gilt als weiteres Indiz dafür, dass es sich dabei um Kultorte handelte, in denen jagdmagische Handlungen, Initiationen und andere kultische Zeremonie stattfanden. Dabei mag außerdem die nach Meinung von Psychologen und Anthropologen dem Menschen angeborene, in unterschiedliche Stärke sich manifestierende, mitunter klaustrophobische Höhlenangst von Bedeutung gewesen sein, die eine mystische Atmosphäre schuf und deren Überwindung bei Initiationen eine Rolle gespielt haben könnte. Ebenso ist die Tatsache von Bedeutung, dass die Malereien oft sehr kunstvoll, also von Experten ausgeführt wurden. Dabei scheinen die Höhlenwände als eine Art Grenze zwischen diesseitiger und jenseitiger Welt begriffen worden zu sein. Besonders prägnant bietet sich diese religiöse Bedeutung in der frankokantabrischen Höhlenkunst dar, und Leroi-Gourhan spricht dabei sogar von Mythogrammen.
- Frankokantabrische Kunst: In ihr sind über 90 % der bekannten Malerei in Höhlen und unter Abris Westeuropas zu finden.[52] Es gibt einige magisch veränderte Tierbilder und einige wenige Darstellungen von Schamanen/Zauberern, die alle aus dem Magdalénien stammen. Sie sind die einzigen paläolithischen Belege für diese Region, die möglicherweise mit unter der Erde ausgeführten magischen Praktiken verbunden waren.[53]
  - Fabeltiere: Sie finden sich unter anderem in den Höhlen von Lascaux („Einhorn“), Pech-Merle, LeTuc-d'Audoubert (Ariège), Le Gabillou und anderen.[54]
  - „Schamanen“ genannte Abbildungen: Bei diesen theriokephalen Darstellungen ist unklar, ob es sich um anthropo-zoomorphe Mischwesen handelt oder um Maskenträger. Solche Mischwesen oder Maskenträger sind allerdings typisch für manche schamanische Kulturen der Gegenwart.[55] In der Höhle von Altamira findet sich eine gemalte monströse Maske.[56] Aber auch in Kleinasien gibt es frühneolithisch in Göbekli Tepe theriokephale Darstellungen, die als maskentragende Schamanen interpretiert werden könnten.[57] Nach Campbell[58] sind Masken vor allem bei Pflanzergesellschaften als komplexe Zeremonialbestandteile Zeichen maskierter Götter, stehen daher im Zentrum des Rituals, und ihre Träger stellen den Gott nicht nur dar, sie sind Gott. Eine besondere Rolle spielen Masken in Afrika (von den meisten Autoren allerdings als nicht schamanistisch betrachtet)[18] bis heute bei der Initiation und in deren Zusammenhang mit Geheimbünden, deren Würdenträger wiederum in der Öffentlichkeit mit Masken auftreten, die anlassbedingt und lokal sehr verschieden sein können.[59]
Einige Beispiele:

1. Eine berühmte Darstellung aus der Höhle von Lascaux zeigt einen Vogelkopf auf einer Stange, einen Bison und einen Mann mit offensichtlichem Ithyphallus in Schräglage. Nach der Interpretation einiger Archäologen handelt es sich dabei um eine schamanische Séance, die „Bildkomposition einer schamanischen Geisterbeschwörung mit Hilfsgeist (Stangenvogel), Schamane (Mann) und Opfertier (Bisonstier)“. Für Henri Breuil war diese Darstellung der Ausgangspunkt für seine These von der Jagdmagie.
2. In der Höhle von Les Trois Frères (Ariège) findet sich eine Darstellung, die „Zauberer“ genannt wird.
3. Drei tanzende, in Tierfelle gekleidete Personen – Schamanen? – in der Höhle von Teyjat (Dordogne).
4. Fontanet: Schwarzer Mann mit Wisenten.
5. Eine menschliche Gestalt mit Bisonhaupt und langem Schwanz in der Höhle von Le Gabillou (Dordogne).
6. Menschliche Gestalt mit Vogelkopf und Bärenbeinen.: Höhle von Altamira.
7. Spanische Levante: Kämpfende antropozoomorphe Figuren.

- Mittel- und Osteuropa, Zentralasien:

1. Anthropozoomorphe Wesen, Tamgali, Kasachstan.[66]
2. „Schamane mit Seelenboot“, Ob-Gegend, 2. Jahrtausend v. Chr.[15]
3. Trommelgesicht, Amurgebiet, 4./3. Jahrtausend v. Chr.[67]
4. Gestalt mit Strahlenkrone, Altai, 2. Jahrtausend v. Chr.[68]
5. Altai-Gebirge: Zahlreiche an Schamanen erinnernde Darstellungen. Zuordnung eher zum Paläolithikum.[69]
6. Oroktoj, Altai, 3./1. Jahrtausend v. Chr.[68]
7. Mensch mit Bärenmaske, Jakutien, 4./3. Jahrtausend v. Chr.[70]

Weitere Abbildungen dieser Gegend, teilweise aus späterer Zeit bis fast in die Gegenwart, finden sich bei Hoppál.
- Süd- und Ostasien:

1. Die zeitliche Zuordnung der chinesischen Felsbilder ist strittig, sie gehören vor allem ins Neolithikum, s. dort.
2. Indien: Zahlreiche Felsbilder. Bimbethka (Vindhya-Gebirge): Mythische Tier- und Menschengestalten. Vermutlich mesolithisch.[72]

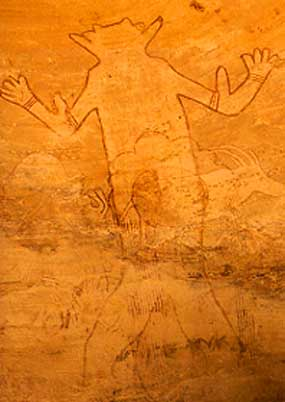
Fresko des „Großen Geistes“ von Séfar, Tassili

- Sahara: Die Darstellungen dort stammen alle aus dem Holozän und sind bis auf die erste, die sog. Jäger-/Rundkopf- bzw. Wildtierperiode, vorwiegend neolithisch.

1. Rundkopf-/Jägerperiode: Großer Geist und andere Mischwesen, wegen der riesigen Köpfe mitunter als „Marsmenschen“ apostrophiert. Tassili, Algerien.[73]
2. Jägerperiode: Maskenträger mit getötetem Nashorn und Mann mit Hundekopf. Wadi Mathendous (Fezzan).[74]
3. Fresko von Séfar, Tassili: Sog. „Gorilla“ oder „Gott von Séfar“: Ein Phantasiewesen, dazu weiter Darstellungen von magischen Wesen.[75]
4. Sog. „Teufel“ von Azellouaz, Djanet, Algerien.
5. Adorant von Djado (sog. „Teufelsmensch“)[76]

- Subsaharisches Afrika ohne Südafrika: Es handelt sich dabei meist um stark schematisierte, mitunter auch naturalistische Darstellungen von Hirtenvölkern in Tansania, Simbabwe oder Sambia. Eine Verbindung zur hoch entwickelten und vielfältigen Jäger-Sammler-Felsbildkunst der San besteht offenbar nicht.
 Auch im äquatorialen und westlichen Afrika gibt es eine Felsbildkunst, die jedoch kaum erforscht ist und häufig Verbindung zu benachbarten Regionen zeigt, aber auch in prähistorische Zeit zurückreicht.
- Südafrika und Namibia:[77] In Transvaal und im äußersten Süden Afrikas finden sich naturalistische Darstellungen von Schaf- und Rinderherden, die der Kunst der San aber ebenfalls fernstehen.
Kunst der San: Es gibt einen enormen Felsbildbestand, der sich ausschließlich auf die Jäger-Sammler-Lebensweise dieses Volkes bezieht (>30.000 Darstellungen in Namibia), vorwiegend aus der Zeit 3000 bis 4000 BP (Before Present = Vor der Gegenwart. Die Abkürzung v. Chr. wird sinnvollerweise erst ab dem Neolithikum verwendet. Stichjahr ist 1950.). Die ältesten Abbildungen befinden sich in der sog. Apollo-11-Höhle und sind ca. 27.000 Jahre alt. Sie stammen ausnahmslos von Jäger-Sammler-Vorfahren der San. Zwei Drittel der Malereien sind Menschendarstellungen (in den Gravierungen fehlen sie fast völlig), darunter Fabelwesen wie die Große Ohrenschlange und als Schamanen gedeutete Mischwesen, etwa die polychrome Darstellung einer Menschenfigur mit Antilopenkopf, der aus der Nase blutet und so möglicherweise einen Zustand der Jenseitsreise anzeigt[78][79] oder eine Darstellung aus den Drakensbergen. Aber auch rein anthropomorphe Darstellungen, die als Schamanen gedeutet werden könnten, gibt es: etwa die tanzenden Zauberer von Cullen's Wood, Barkly East, Südafrika.[80] Handnegative sind häufig.[81] Die spirituellen Spezialisten genossen bei den San ein hohes Ansehen, und auf ihre Autorität gestützt beriefen sie Versammlungen ein, baten um Regen und um die Gunst der Geister, die man in Elenantilopen und anderen Tieren inkarniert glaubte. Die dazu erforderlichen Riten und den körperlichen Ausdruck der Trance hielten ihre Vorfahren möglicherweise in der Bildersprache fest.[82]
- Andere Regionen (Auswahl): Auch hier stellt sich häufig das Datierungsproblem, und eine Zuordnung zu Paläolithikum oder Neolithikum ist nur über die Inhalte möglich.

1. Nordamerika: Die dortigen zahlreichen Felsbilder dienten vermutlich vor allem der Jagdmagie.[83] Sie sind daher vermutlich vorwiegend der jungpaläolithischen Phase zuzuordnen, auch wenn sie dort, wo diese Wirtschaftsform praktiziert wurde, wohl eher ins frühe Neolithikum gehören könnten (s. dazu Neolithikum). Vor allem im Südwesten finden sich teils phantastische Darstellungen, die mit einem Schamanismus in Verbindung gebracht werden, etwa in der Cueva de la Serpente und der Sierra von San Francisco mit den dortigen Schlangenmalereien (beide mit Hörnern bzw. Geweihen ausgestattet). Weiter gibt es dort anthropozoomorphe Darstellungen und Menschendarstellungen mit eindeutigen Attributen heutiger Medizinmänner.
2. Südamerika: Die Felsbilder dort sind stilistisch außerordentlich heterogen. Meist sind Tiere dargestellt, oft stark stilisiert bis geometrisch. Schamanische Darstellungen konnten bis jetzt nicht nachgewiesen werden.
3. Australien: Die Felsbilder sind relativ gut datierbar und fast durchweg der paläolithischen Zeit zuzuordnen. Handnegative sind häufig, desgleichen Dämonendarstellungen (Quinkas), aber auch Darstellungen guter Geister (Wondjinas), dazu bis zu fünf Meter hohe Ahnenfiguren im Rahmen von Gründungsmythen der einzelnen Stämme. Bevorzugt sind Menschen dargestellt. Hauptfundzonen für Höhlen und Abris sind Arnhem-Land in Nordaustralien, Dampier (Westaustralien) sowie Südostaustralien. Fundorte u. a.: Laura, York[84], Cannon Hill usw. Die Traditionen der Darstellung mythischer Figuren (auch weiblicher[85]) der Traumzeit vor allem im sog. Röntgenstil, wie er auch in den Felsbildern Skandinaviens, in der Linienbandkeramik und China vor allem neolithisch vorkommt, reicht bei den Aborigines bis in die Moderne.[86]
4. Jordanien, Tuleilat Ghassul: Prozession von Maskenträgern oder Mischwesen.[87]

#### Handabdrücke und Abstrakta
- Handabdrücke: Zu ihrer Bedeutung siehe oben unter „Mögliche metaphysische Grundvorstellungen des paläolithischen Schamanismus“. Es gibt sie im Jungpaläolithikum und analogen Kulturstufen in der Felsmalerei praktisch weltweit,[88] und sie scheinen wie die Darstellungen mit erhobenen Armen („Adorantenhaltung“) dazu gedient zu haben, die eigene Präsenz in der Anwesenheit des Religiösen schlechthin zu demonstrieren als „Ausdruck des Sich-öffnens einer göttlichen Transzendenz gegenüber“.[89]
- Andere Gravierungen wie Punkte und Linien: Vgl. Tabelle in[90]. Die in Felsbildern ebenfalls weltweit belegten meist geometrischen Symbole enthalten möglicherweise nach Leroi-Gourhan eine sexuelle Symbolik,[91] während Lewis-Williams es für denkbar hält, dass es sich dabei um entoptische Repräsentanzen eines bestimmten veränderten Bewusstseinszustandes handelt, wie sie bei den Halluzinationen der rituellen schamanischen Ekstase vorkommen.[92] Vialou hält es hingegen für denkbar, dass es sich dabei um Embleme von Stämmen handelt, wie sie auch in der jüngeren Felskunst vorkommen.[93] Auch als Mythogramme werden sie gedeutet (z. B. durch Leroi-Gourhan, Vialou und Ries).

#### Plastiken, Gravierungen und Idole
Meist auf weicherem Material wie Horn oder Knochen, aber auch auf Stein.
1. Die Statuette des Löwenmenschen aus dem Hohlenstein-Stadel im Lonetal, Aurignacien.[95]
2. Ein Tänzer mit Bärenkopf in der Höhlenstation von Mas d'Azil (Ariège). (Das Azilien ist nach dem Ort benannt.)[96]
3. Venusfigurinen: Sie tauchen vermehrt im Gravettien vor 29.000 Jahren auf. Man versteht darunter die naturalistische bis abstrakte Darstellung nackter Frauen mit übersteigerten Geschlechtsmerkmalen (z. B. Vulven, Brüste, Schwangerschaftszeichen). Sie sind als häufig standardisierte Figuren vom Atlantik bis Ostsibirien verbreitet, z. B. in Malta und Kostjenki (beide ehem. UdSSR) sowie Dolní Věstonice (ehem. CSSR) oder Laussel, Frankreich (Gravur).[97] Am bekanntesten ist die Venus von Willendorf.[98] Ihre Bedeutung ist umstritten. Ob sie einen religiösen Gehalt repräsentieren, ist fraglich. Da ihre Zahl die der männlichen Figuren weit übersteigt, nimmt man in der Forschung teilweise an, dass die Frau in der Zeit des Jungpaläolithikums sozial eine beherrschende Stellung eingenommen haben könnte.[99] Ob es eine Verbindung zu einem etwaigen prähistorischen Schamanismus beispielsweise im Sinne eines Fruchtbarkeitskultes oder erotischer Inhalte gibt, ist nicht belegbar. Solche Kulte gewinnen nach herrschender Meinung erst im Neolithikum an Bedeutung (Magna Mater).
4. Fetischismus war in diesem Zusammenhang verbreitet und ist etwa für das historische China durch Tabus, Berichte und Legenden verbürgt.[83] Amulette, meist mit Bohrungen versehen (Zähne, Muscheln, Schnecken), finden sich jungpaläolithisch reichlich, ihre Deutung, religiös, Statuszeichen oder nur Schmuck, ist aber unsicher und möglicherweise vor allem Zeichen sozialer Differenzierungen.[100]

#### Bestattungen
Die ersten Bestattungsfunde stammen aus dem Mittelpaläolithikum. Bestattungen lassen Rückschlüsse auf religiöse Vorstellungen zu (also Jenseitsvorstellungen, Ahnenverehrung usw.), desgleichen auf den Status des Beerdigten. So wurden Schamanen mitunter offenbar stehend beerdigt, wie Funde in Oleni Ostrov in Karelien nahelegen. Ort und Form der Bestattung sind dabei ebenso von Bedeutung wie Grabbeigaben, die sich schon sehr früh finden, meist Schmuck oder Amulette, teilweise Plastiken. Dem bei Bestattungen jungpaläolithisch eingesetzten roten Ocker wird dabei mitunter eine gewisse magisch-symbolische (Blut, Leben) Bedeutung zugeschrieben, obwohl hier auch die hygienischen Wirkungen von Ocker ausschlaggebend gewesen sein können, die dann aber sekundär mit religiöser Bedeutung aufgeladen wurden. Es scheint, wie Spuren an Knochen bezeugen, zudem schon relativ früh im Mittelpaläolithikum Manipulationen am Leichnam bzw. an Knochen gegeben zu haben. Es gab nur wenige Einzelbestattungen in Gräbern, teils in Hockerstellung (Embryonalstellung), teils liegend; die meisten Toten scheint man hingegen nur abgedeckt und liegengelassen zu haben. Mitunter findet sich eine Ausrichtung des Gesichts nach Westen, hin zur untergehenden Sonne (z. B. Ofnethöhlen). Doppelt- und Gruppenbestattungen kommen mehrfach vor, desgleichen Kopfbestattungen und Schädeldeponierungen, bei denen Schädelknochenverletzungen auf einen rituellen Gebrauch hindeuten könnten (Ritualtötungen?). Brandbestattungen gab es in dieser Periode keine.

All dies lässt vermuten, dass man sich den Toten verbunden fühlte, sie gelegentlich sogar an der Herdstelle bestattete und sie insgesamt pietätvoll behandelte. Ob daraus Beweise für animistische Vorstellungen ableitbar sind, ist umstritten und wird etwa von Müller-Karpe verneint. Allerdings stellt auch er fest, dass diese Haltung Ausdruck eines Gespürs war, dass es ein Danach geben könnte, ohne dass zunächst explizite Jenseitsvorstellungen nachweisbar gewesen wären. Doch lassen sich indirekt bestimmte Muster der geistigen Verarbeitung der Umwelt und ihrer zentralen Fragen wie Naturphänomene, Geburt, Sexualität und Tod aus all dem ableiten. Vor allem aber ist es die Entstehung der Bildkunst im Jungpaläolithikum, die auf eine massive Bewusstseinsintensivierung hindeutet, deren archäologisch fassbare Indizien des geistig-kulturellen Schaffens neue Denkformen voraussetzt, die sich zwangsläufig auf einer höheren konzeptionellen, personellen und organisatorischen Ebene entfaltet haben dürften als dies in den früheren Phasen des Paläolithikums und der Anthropogenese der Fall gewesen ist. Ob es sich dabei um Schamanismus, Animismus oder beides handelt, muss letztlich offenbleiben.
Die Bedeutung der Schädelbestattungen und Schädeldeponierungen, wie sie eventuell schon im Altpaläolithikum vorkommen (sehr unsicher: Zhoukoudien, 350.000 B. P.), im Mittelpaläolithikum (Moustérien) am Monte Circeo und im Jungpaläolithikumin der Höhle von Mas d'Azil (Magdalénien), ist in ihrer Relevanz für schamanische Bräuche (etwa als Schädelkult) hoch umstritten. Die ebenfalls aufgefundenen, oft sorgfältig arrangierten Tierknochedeponierungen wie etwa beim postulierten, von Leroi-Gourhan allerdings sehr kritisch beurteilten Bärenkult könnten hingegen einen jagmagischen Hintergrund gehabt haben, da man ethnographischen Aufzeichnungen zufolge in historischer Zeit derart die Knochen des erlegten Wildes dem „Herrn der Tiere“ zurückgab.

#### Werkzeuginventare
Manche Werkzeuge wurden eindeutig gestalterisch so perfektioniert, vor allem unter Einbeziehung von Steinfarbe, Maserung usw., dass es aufgrund des erhöhten Herstellungsaufwandes naheliegt, ihre vor allem rituelle Verwendung zu vermuten oder aber einen besonderen sozialen Kontext; und manche Werkzeuge sind ganz einfach zu groß, um auf der Jagd sinnvoll benutzt worden zu sein. (Zum besonders spektakulären Fall des Faustkeiles vgl. Movius-Linie). Besonders eindrucksvoll sind hier etwa die riesigen Faustkeile der Murzuk-Wüste in Süd-Libyen. Andere Werkzeuge, insbesondere Blattspitzen sind teilweise so zerbrechlich und dünn, dass sie ebenfalls nicht zweckmäßig verwendet werden konnten. Eine ähnliche kultische Bedeutung wird vor allem im Neolithikum und später auch für Doppeläxte vermutet (Mond- und Stierhornsymbolik), z. B. ein Kriegerstatus bei Grabbeigaben.

## Neolithikum
Grundsätzlich wird die Zuordnung von Artefakten zu bestimmten Religionen, wie sie sich im Neolithikum parallel zur zunehmenden sozialen Schichtung der Bevölkerung zu vollziehen beginnen, immer problematischer.

### Hauptsächliche religiöse Tendenzen und metaphysische Weltbilder
Folgende religiöse Welt- und Menschenbilder werden im Zusammenhang mit den durch die bäuerliche Wirtschaftsform ausgelösten sozialen und ökonomisch-politischen Dynamiken im Neolithikum postuliert:
- Fruchtbarkeitskulte, fast stets bei Bauern, etwa bei den Bandkeramikern. Dabei findet sich auch ein Ahnenkult, mitunter ein Mutterkult.

1. Mutterkult der Magna Mater und Mysterienkulte wie etwa auf Malta und generell im Mittelmeerraum.[115]
2. Agrarmythen: Mythos vom sterbenden Gott, Mana und der Dema-Gottheit[116]
3. Chthonische Kulte: Sie sind ein Bindeglied der beiden vorigen Typen und verlagern nun das Totenreich in die Tiefen der Erde, die aber auch Quelle der Fruchtbarkeit und damit der Wiedergeburt ist. Mysterienkulte waren hier besonders typisch, sie weiten nun den als paläolithisch angenommenen Ahnenkult aus und beziehen Initiationsriten etc. mit ein,[117] wobei vermutlich teilweise ekstatische Riten fortgeführt wurden.[118]

- Himmelskulte, vor allem bei Viehnomaden. Sonne, Mond und Sterne bzw. Sternbilder gewinnen nun an Bedeutung und werden später vergöttlicht. Aber auch bei Bauern sind sie wichtig, da sie die Saatzeiten oder in Flusstalkulturen wie Ägypten Überschwemmungszeiten signalisieren. In megalithische Monumenten wie Stonehenge oder Carnac verbindet sich vermutlich eine astronomische Funktion mit einer religiös-priesterlichen.[119]
- Animalismus, Totemismus und Fetischismus. Als paläolithische Relikte bleiben vor allem Totems oft erhalten und entwickeln sich möglicherweise (hoch umstritten)[120] zu Idolen und animalistischen Göttersymbolen im Rahmen nun stationärer Heiligtümer. Übergangsformen finden sich etwa in der altägyptischen Götterwelt. (s. oben)
- Wesentliches Charakteristikum zahlreicher neolithischer Kulte ist jedoch die Entstehung systematisierter Religionen. Sie sind im Rahmen der Entwicklung zu frühen Staaten von großer, kaum zu überschätzender Bedeutung.[121]

Schamanische Elemente verlieren nun progredient an Bedeutung und/oder erhalten neue inhaltliche Bezüge. Ries nennt dies den Schritt des Homo religiosus „von der Hierophanie (ein von Eliade geprägter Begriff) zur Theophanie“.

### Indizienlage

#### Felsbilder
1. Skandinavien: Die Besiedelung der Region fand erst nach Ende der Eiszeit vor 10.000 Jahren statt. Die Felsbilder, fast nur Gravuren, sind somit vor allem meso- bis neolithisch. Es gibt sie von der Westküste Norwegens bis nach Karelien. Man findet zahlreiche Darstellungen, die schamanisch und magisch gedeutet werden.[123]
2. Sahara:
  1. Rinderperiode: Jäger mit Tiermaske.[124]
  2. Rundkopfperiode: Aouanreth, Algerien: Zauberer mit Maske und weißer Frau.[125]
3. Sibirien: Felsbilder finden sich über fast ganz Sibirien. Sie reichen bis ins Neolithikum des 2. und 1. Jahrtausends v. Chr. zurück. Sie bilden offenbar eine gewisse auch ethnisch fassbare Kontinuität zu den gegenwärtigen Schamanismusformen, denn die letzten derartigen Bilder sind erst vor zwei bis drei Jahrhunderten entstanden. Die dortigen Felsbilder lassen sich in fünf Typen unterteilen: 1. (Tanzende) Figur mit Vogelkopf, 2. Menschenfiguren mit phallischen Zeichen, 3. Menschenfiguren mit Hörnern, 4. Masken mit Hörnern, 5. Schamanen mit Trommel.[126]
4. Kleinasien: Die Felsbilder des Latmosgebirges in der Westtürkei stammen motivisch aus dem Neolithikum. Besonders bemerkenswert sind hier stilisierte Darstellungen sog. „Hörnergötter“, die auch als Zauberer und Schamanen interpretiert werden, die Hörner oder Hörnermasken tragen.[127] Es fällt auf, dass diese Darstellungen in der frühneolithischen Fundstelle von Göbekli Tepe in derselben Region als T-Pfeiler auftauchen und eine Reminiszenz an jungpaläolithische Zeiten darstellen, etwa als Repräsentanz des Ziegendämons.[128] Es kommen hier auch Masken vor.
5. China: Es gibt vor allem in entlegenen Bergregionen etwa der Inneren Mongolei (Yinshan- und Helanshan-Berge) zahlreiche, meist stilisierte anthropo- und zoomorphe sowie anthropozoomorphe Maskendarstellungen. Die frühesten in Linanyungang und Hua'an sind etwa 5000 Jahre alt und datieren aus dem Neolithikum, gelten aber auch als Repräsentanzen der Geisteswelt vorzeitlicher Jäger der ersten dort lebenden Völker. Auch die zahlreichen Tierdarstellungen weisen in diese Richtung.[129] Ockerbestattungen (18.000 BP, evtl. bereits Pekingmensch), Schamanengräber sind nachgewiesen, der Ahnenkult entwickelte sich früh.[130]
6. Nord- und Südamerika: Die Abgrenzung paläolithisch/neolithisch ist hier sehr problematisch und ein Neolithikum ist, obwohl es frühe Bauernkulturen vor allem im Bereich der großen Ströme und Kaliforniens gegeben hat, nirgends wie in der Alten Welt mit allen relevanten Faktoren voll ausgebildet[131] oder gar die paläo-/neolithische Zuordnung möglicher schamanischer Inhalte. Zudem ist hier die Meinung in der Forschung uneinheitlich, und Haberland spricht etwa durchaus von einem Neolithikum,[132] das allerdings regional unterschiedlich ausgeprägt war, etwa in der Hopewell-Kultur, die zunächst als reine Jäger-Sammler-Kultur angesehen wurde.[133] Entsprechend schwierig ist damit auch die Zuschreibung der ohnehin schwer datierbaren Felsbilder, etwa der Personendarstellung (Medizinmann?) in The Maze, Utah.[134] Bekannt sind einige als schamanisch gedeutete Darstellungen, auch Handabdrücke, u. a.:[135]
  1. Nordamerika:[8] Verbreitet im Südwesten (Niederkalifornien und Mexiko) auch mit Handabdrücken, Spiralen usw.: Bilderhöhle von Baja California[136], Cueva de la Serpiente und Sierra von San Francisco mit vielen (ca. 60) Theriokephalen und Schlangenmischwesen, ähnlich in den Felsen von Sonora (Mexiko).[137] Ob diese auch im Abschnitt Paläolithikum angesprochenen Funde rein neolithisch sind oder eher einer Übergangs- bzw. Mischphase angehören, ist umstritten, desgleichen der Einfluss der mittelamerikanischen Hochkulturen beginnend mit den Olmeken. Dargestellt sind oft Aktivitäten spiritueller Spezialisten wie Flug, Verwandlung in ein Tier, Unterwasserreise, Heilmagie, Jagdmagie etc.[138]
  2. Südamerika: Regional sehr unterschiedlich erforscht. Zahlreiche Handdarstellungen etwa in Patagonien und in den Anden. Felsbildhöhlen finden sich vor allem in Brasilien, einige in den mittleren Anden und Patagonien.[139] Auch hier gilt, dass die paläo- bzw. neolithische Zuordnung fraglich ist, zumal eine schamanische Ikonographie kaum vorkommt.

#### Bestattungen
Es zeigt sich im Neolithikum eine zunehmende Entwicklung weg vom simplen Grab des Paläolithikers, und Bestattungen spiegeln nun immer differenzierte kulturell-religiöse Vorstellungen im Rahmen sich stratifizierender Gesellschaften, vor allem ab dem 5. Jahrtausend v. Chr. in Europa. Dies gilt aber ähnlich auch für außereuropäische Kulturen, etwa in Vorderasien, China oder Indien. Ältere Vorstellungen vom Jenseits, von Ahnen, Seelen, guten oder bösen Geistern usw. bleiben aber zumindest teilweise, in neuem Gewande zwar, erhalten.

#### Plastiken, Kleinkunst
Darstellungen von Mischwesen geben Hinweise auf neolithischen Schamanismus in Nordostasien. Das Schwein scheint in der mandschurischen Prähistorie ein Opfertier gewesen zu sein. Viel später wurde es in China nach der Fünf-Elemente-Lehre das mit Wasser assoziierte Haustier (水畜). Vielleicht spielte es eine Rolle in den Regenriten, eine Funktion, die der Drache im alten China häufig erfüllte. Das Verschmelzen zu einem Fabeltier in Form eines Schweine-Drachen („Zhu-long“) und entsprechende Kultobjekte und Amulette aus Jade könnten somit eine Funktion bei einem schamanischen Drachenkult in der Hongshan-Kultur gespielt haben.
Relevant sind im europäischen Raum vor allem die Venusfigurinen, die jedoch nicht mehr in den schamanischen Jäger-Sammler-Kontext gehören (s. o.), sondern Zeichen einer verstärkten, bäuerlich motivierten mutterkultischen Entwicklung vor allem im Mittelmeerraum sind, wie sie sich etwa besonders eindrucksvoll auf Malta vollzog. Zuschreibungen mit schamanischen Bezügen sind problematisch, dies gilt selbst für frühe neolithische Fundorte wie Çatalhöyük oder Jericho. Einige Autoren stellen solche Bezüge bei den plastischen Darstellungen in Göbekli Tepe mit seiner noch stark jägerischen Kultur her. Auch Lepenski Vir in Serbien mit seinen Plastiken könnte noch schamanische Hintergründe haben, da die dortige Kultur ebenfalls noch eine starke Jäger-Sammler-Komponente aufwies.